# Jacob Ralph Abarbanell

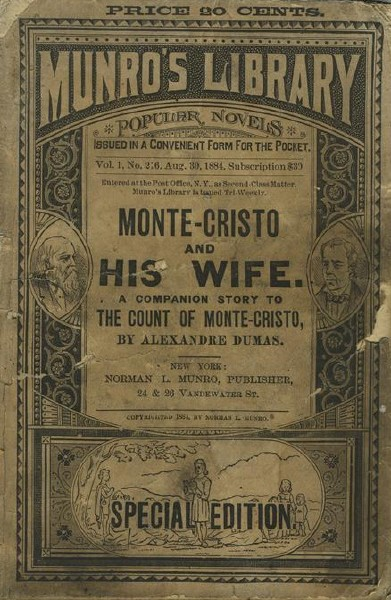
Portada original de la obra Monte Cristo and His Wife

Jacob Ralph Abarbanell (6 de diciembre de 1852 - 9 de noviembre de 1922), fue un abogado, autor, y dramaturgo estadounidense de la ciudad Nueva York. Hijo de Rudolph Abarbanell y su esposa Rosalía. En 1872 Jacob Abarbanell comenzó el estudio de leyes en la universidad de la ciudad de Nueva York, y obtuvo el título de abogado en 1874 por la universidad de Columbia. Se casó con Cornelia L. Eaton, originaria Nueva Jersey, el 30 de junio de 1892. Ejerció su oficio de abogado desde 1875 hasta que su muerte. Publicó varias novelas, bajo los seudónimos de Ralph Royal, Paul Revere, y Harrigan & Hart. 
Fue redactor del Golden Hours de 1898 a 1900 y después de 1901. Él escribió algunos cuentos por entregas y narraciones breves en publicaciones semanales, y publicó algunas traducciones el del alemán y francés. También fue creador de una de las varias continuaciones de la novela El conde de Montecristo. Su hogar hasta 1889 estaba en Nueva York, entonces hasta 1901 en Jersey City, y después de eso en Brooklyn.

## Obras
- My Father's Will (1881)
- All on Account of a Bracelet (1883)
- Monte Cristo and His Wife (1885)
- Ma (1888)
- The Rector's Secret (1892)
- Haidee, Countess of Monte Cristo (teatro) (1902)
- The Heart of the People (1908)